# Provincia de Mariscal Nieto
La provincia de Mariscal Nieto es una de las tres que conforman el departamento de Moquegua en el sur del Perú. Limita por el norte con la provincia de General Sánchez Cerro, por el este con la provincia de Candarave (departamento de Tacna), por el sur con la provincia de Ilo y por el oeste con las provincias de Islay y Arequipa. Fue creada mediante la Ley n.º 8230 en 1936.
Desde el punto de vista jerárquico de la Iglesia católica, forma parte de la diócesis de Tacna y Moquegua, la cual, a su vez, pertenece a la arquidiócesis de Arequipa.

## División administrativa

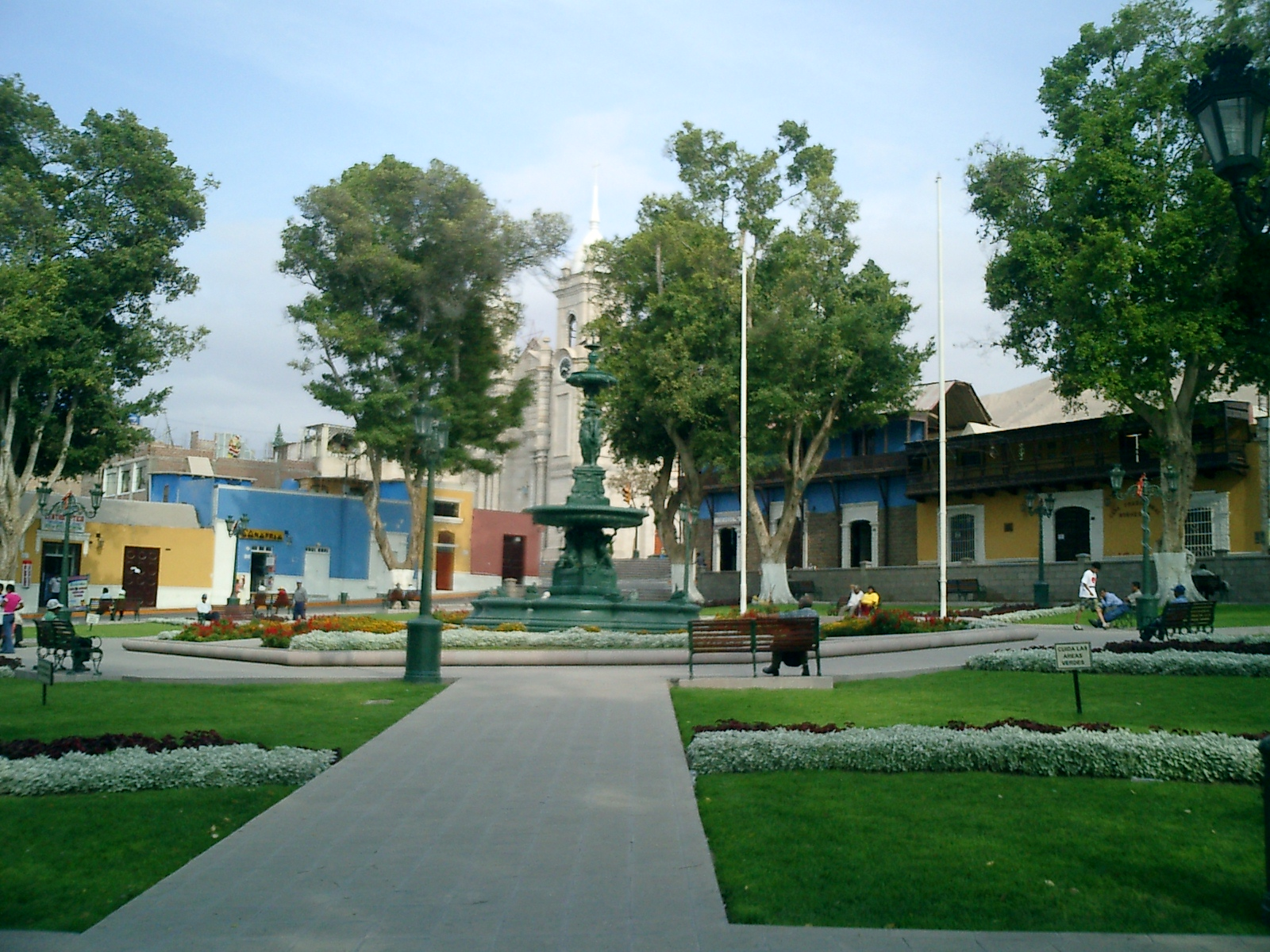
Plaza Mayor de la ciudad de Moquegua

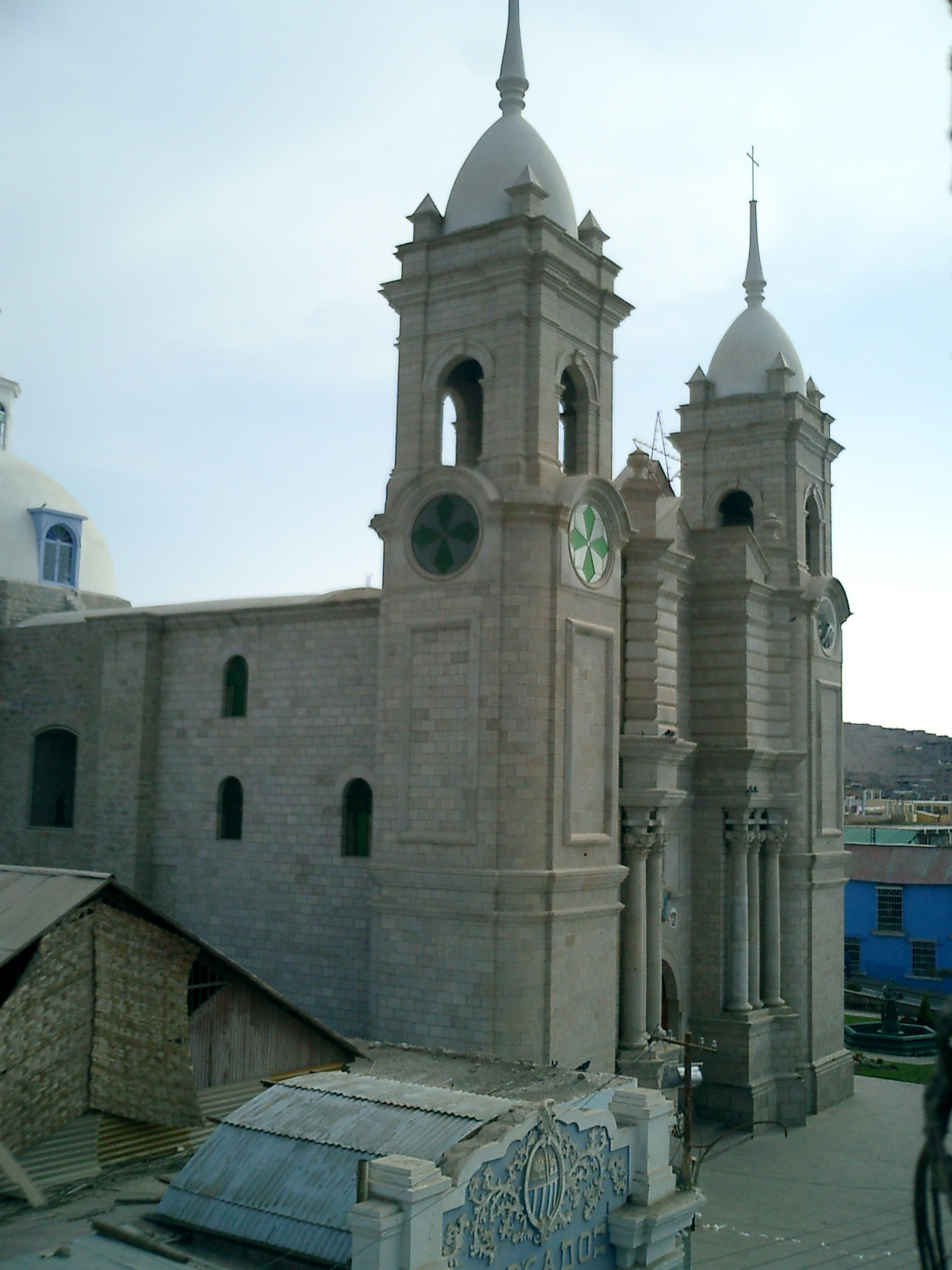
Catedral de la ciudad de Moquegua

Esta provincia tiene una extensión de 8671,58 km² y se divide en 7 distritos:
- Moquegua
- Carumas
- Cuchumbaya
- Samegua
- San Cristóbal de Calacoa
- Torata
- San Antonio

## Capital
La capital de la provincia es la ciudad de Moquegua.

## Demografía y población
La población censada en el año 2017 fue de 100 675 habitantes.

## Autoridades

### Regionales
- Consejeros regionales
  - 2019-2022[4]

  1. Luis Miguel Caya Salazar (Frente De Integración Regional Moquegua Emprendedora, Firme)
  2. Víctor Manuel Paredes Rivero (Unión por el Perú)
  3. Yovanna Martina Valdez Barrera Calcina (Frente De Integración Regional Moquegua Emprendedora, Firme)

### Municipales
- 2019-2022[4]
  - Alcalde: Abraham Alejandro Cárdenas Romero, de Unión por el Perú.
  - Regidores:

  1. Roxana Jéssica Churata Condori (Unión por el Perú)
  2. Sulvi Ysabel Vera Manrique (Unión por el Perú)
  3. Augusto Fredy Toledo Cuayla (Unión por el Perú)
  4. Branndy Jordy Nina Salas (Unión por el Perú)
  5. Fidel Quispe Belizario (Unión por el Perú)
  6. Míriam Elizabeth Poma Apaza (Unión por el Perú)
  7. Ángel Esteban Panca Quispe (Juntos por el Perú)
  8. Víctor Manuel Revilla Coayla (Acción Popular)
  9. Salomón Gonzaga Apaza Yucra (Peruanos Por el Kambio)

## Convenios de Hermanamiento
Región de Arica y Parinacota, Chile (2023) 